# Municipio de Brown (condado de Paulding)
El municipio de Brown (en inglés: Brown Township) es un municipio ubicado en el condado de Paulding en el estado estadounidense de Ohio. En el año 2010 tenía una población de 2132 habitantes y una densidad poblacional de 21,87 personas por km².

## Geografía
El municipio de Brown se encuentra ubicado en las coordenadas 41°7′4″N 84°23′25″O / 41.11778, -84.39028. Según la Oficina del Censo de los Estados Unidos, el municipio tiene una superficie total de 97.49 km², de la cual 96,14 km² corresponden a tierra firme y (1,38 %) 1,34 km² es agua.

## Demografía
Según el censo de 2010, había 2132 personas residiendo en el municipio de Brown. La densidad de población era de 21,87 hab./km². De los 2132 habitantes, el municipio de Brown estaba compuesto por el 97,42 % blancos, el 0,09 % eran afroamericanos, el 0,05 % eran amerindios, el 0,09 % eran asiáticos, el 0,75 % eran de otras razas y el 1,59 % eran de una mezcla de razas. Del total de la población el 3,71 % eran hispanos o latinos de cualquier raza.